# سیارک ۲۱۸۱۴
سیارک ۲۱۸۱۴ (به انگلیسی: 21814 Shanawolff، نامگذاری:1999TQ27) بیست و یک هزار و هشتصد و چهاردهمین سیارک کشف شده‌است که در ۳ اکتبر ۱۹۹۹ کشف شد.
قدر مطلق سیارک برابر ۱۹.۵ است.